# Kirche der Versammlung aller serbischen Heiligen
Kirche der Versammlung aller serbischen Heiligen steht für:
- Kirche der Versammlung aller serbischen Heiligen (Saalfelden)
- Kirche der Versammlung aller serbischen Heiligen (Stuttgart)
- Kirche der Versammlung aller serbischen Heiligen (Dazdarevo)
- Kirche der Versammlung aller serbischen Heiligen (Potočari)